# Burg Rißegg
Die Burg Rißegg ist eine abgegangene Höhenburg hoch über einer Biegung des Rißtales bei dem Ortsteil Rißegg der Stadt Biberach an der Riß im Landkreis Biberach in Baden-Württemberg.
Die vermutlich von den Herren von Rißegg im 11. Jahrhundert erbaute Burg wurde 1128 erwähnt und war später im Besitz der Ministerialen von Warthausen. 
Von der ehemaligen Burganlage ist nichts erhalten.